# Butte (Alaska)
Butte es un lugar designado por el censo situado en el borough de Matanuska-Susitna en el estado estadounidense de Alaska. Según el censo de 2010 tenía una población de 3246 habitantes.

## Demografía
Según el censo de 2010, Butte tenía una población en la que el 90,4% eran blancos, 0,3% afroamericanos, 4,3% amerindios, 0,6% asiáticos, 0,2% isleños del Pacífico, el 0,2% de otras razas, y el 4,0% pertenecían a dos o más razas. Del total de la población el 3,1% eran hispanos o latinos de cualquier raza.

## Localidades adyacentes
El siguiente diagrama muestra a las localidades más próximas a Butte.